# Macroeme cylindrica
Macroeme cylindrica là một loài bọ cánh cứng trong họ Cerambycidae.